# Cantastorie

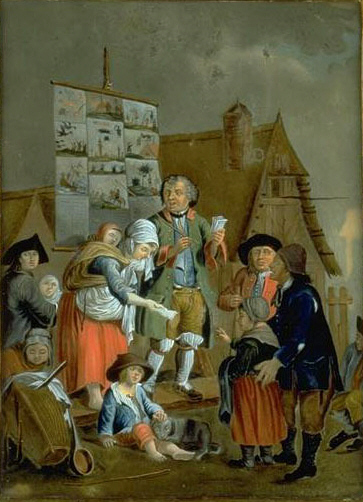
Cantastorie in Germania, davanti a un pubblico rurale.

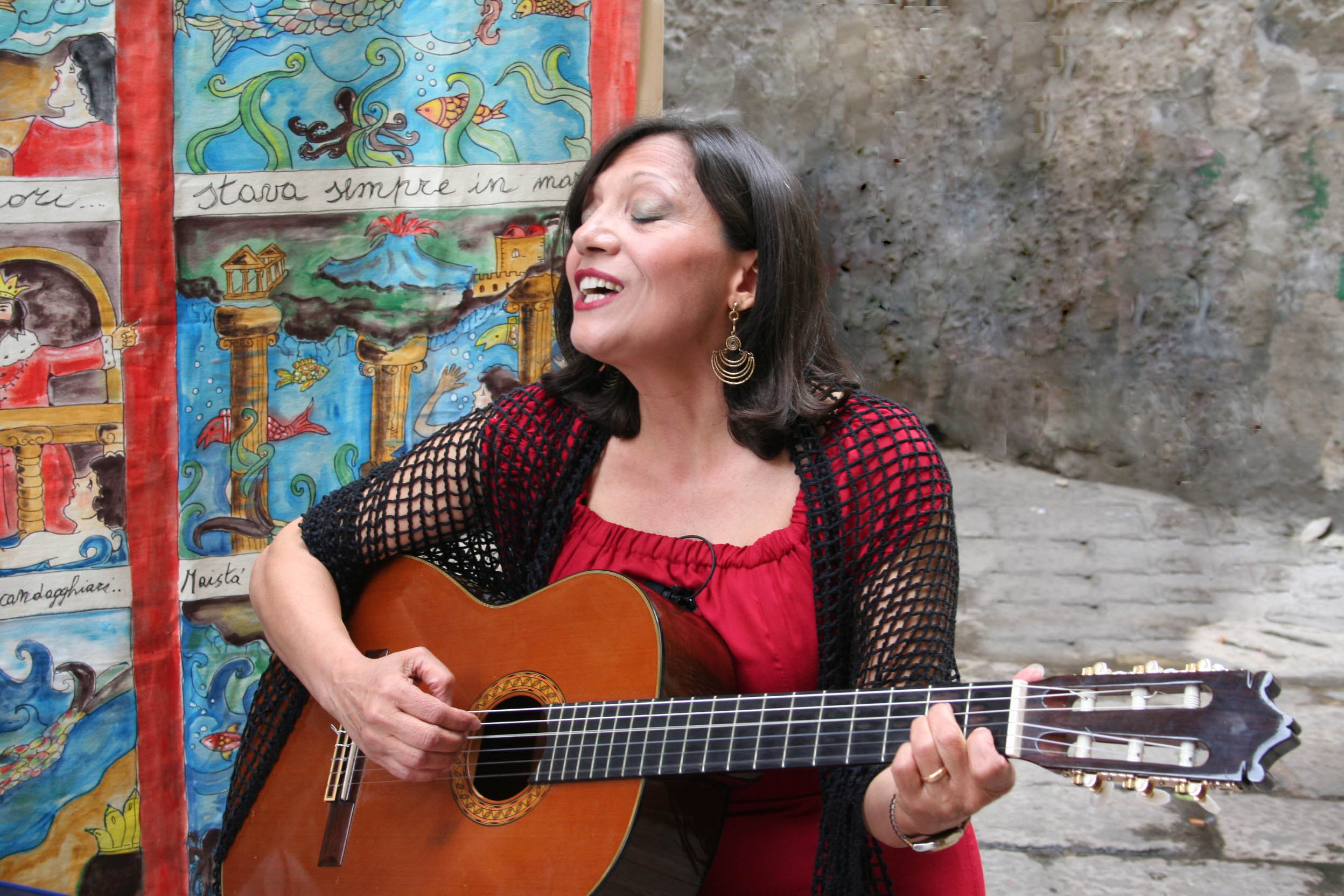
La Cantastorie siciliana Sara Cappello

Il cantastorie è una figura tradizionale della letteratura orale e della cultura folklorica popolare, un artista di strada che si spostava nelle piazze e raccontava con il canto una storia, sia antica, spesso in una nuova rielaborazione, sia riferita a fatti e avvenimenti contemporanei. Le storie narrate entravano a far parte del bagaglio spirituale, mitologico e culturale collettivo di una comunità.

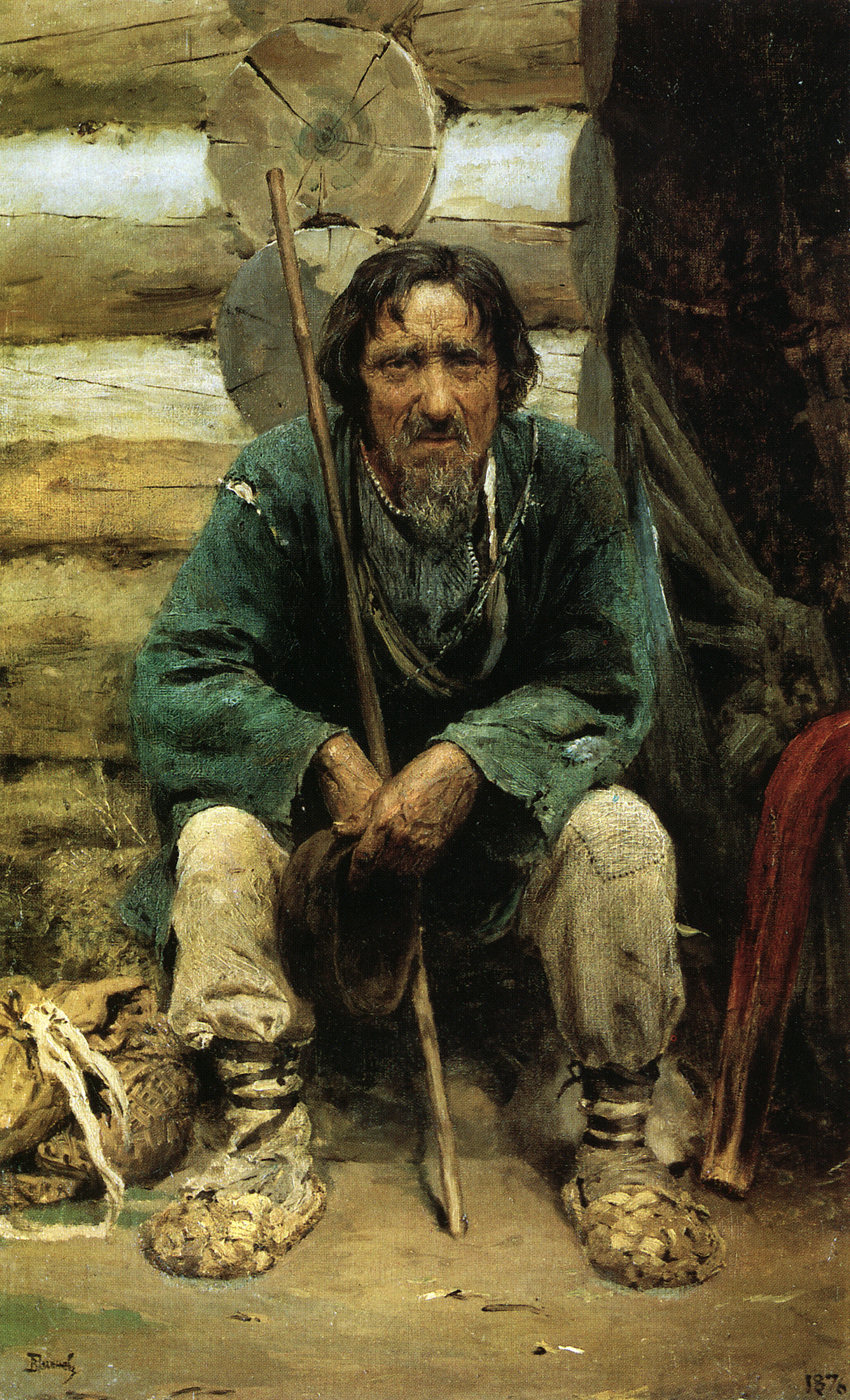
Il narratore di bylina (epica slava) Nikita Bogdanov, dipinto di Vasilij Polenov (1876)

I cantastorie accompagnavano la "Cantata" con uno strumento: di norma era la chitarra, ma ne usavano anche altri, come la fisarmonica (o la lira in tempi più remoti). Si aiutavano con un cartellone su cui veniva raffigurata la storia, descritta nelle principali scene. La loro opera veniva remunerata con le offerte degli spettatori o con la vendita di foglietti volanti, su cui era descritta la storia. Dopo gli anni '50, con l'avvento del vinile, queste storie venivano incise e vendute su dischi, prima a 78 giri poi 45.

## Storia
La tradizione deriva da lontani precedenti, quali gli aedi e i rapsodi greci, i giullari, i menestrelli, i bardi celtici, gli scaldi nei paesi dei Vichinghi, i trovatori o trovieri del Medioevo francese e nella scuola poetica siciliana. Simili figure sono presenti anche nella cultura islamica, della Turchia (i meddah), dell'India (tipiche le donne chitrakar del Bengala occidentale) e dell'Africa (i griot).
A partire dal XIV secolo si allontanarono dalla letteratura più colta e contribuirono a diffondere in dialetto le gesta dei paladini carolingi della chanson de geste, argomento anche dell'Opera dei Pupi. Ebbero la massima fioritura nella Sicilia del XVII secolo, nella Roma del XVIII secolo (il cui massimo esponente fu Andrea Faretta) e furono appoggiati dalla Chiesa con lo scopo di diffondere presso il popolo le storie dei santi e della Bibbia. Nel 1661 a Palermo i Gesuiti avevano costituito la congregazione degli "Orbi", cantori ciechi a cui veniva insegnato a suonare uno strumento musicale e che erano legati a temi esclusivamente religiosi sotto il controllo ecclesiastico.
Tra l'Ottocento e il Novecento si diffusero in Italia cantastorie che offrivano i cosiddetti «pianeti della fortuna», foglietti colorati contenenti predizioni sul futuro destinati a chi volesse acquistarli.In Sicilia i cantastorie erano anche narratori, attori e cantanti che giravano di villaggio in villaggio, fermandosi nelle piazze siciliane, per narrare talvolta fatti realmente accaduti da poco accompagnandosi, nel loro girovagare, con dei grandi cartelli raffiguranti le storie narrate.
In Sicilia cantavano e raccontavano le tipiche storie del popolo: l'emigrazione, il banditismo, l’onore, i culti religiosi, eventi accaduti o leggendari, i luoghi, la città, la memoria. Essi furono molto attivi dal XVII secolo e tra i tanti ricordiamo Vito Santangelo, Paolo Garofalo, Gaetano Grasso, i cantastorie siciliani: Ciccio Busacca, Orazio Strano.
Oggi a Palermo è presente una delle rare donne Cantastorie, Sara Cappello che accompagna il “cunto” (il racconto) con la sua chitarra ed i cartelloni da lei stessa dipinti. Prosegue il cammino così tracciato e lo innova, lo esporta anche fuori dai confini dell’Isola, raccontando e cantando in maniera nuova ed insieme tradizionale, le radici della memoria della terra siciliana, con la riproposta di un immaginario popolare, un recupero del patrimonio storico e linguistico siciliano e della musica popolare siciliana.
Il suo lavoro è diventato anche un'offerta formativa coinvolgente per la Scuola, raggiungendo scolari e studenti di ogni ordine e grado che attraverso la sua voce, apprendono tutto un mondo popolare a rischio di estinzione.